# 安庆长江铁路大桥
安庆长江铁路大桥是一座连接中国安庆市至長江對岸的跨江大桥，是宁安城际铁路的组成部分，2009年動工，2012年12月19日合拢，2015年12月6日正式建成通车。

## 技术参数
安庆长江铁路大桥为双塔三索面六跨连续钢桁梁斜拉桥，大桥全长2996.8米，主桥长1363米，为世界同类型桥梁中最大的。大桥两座主塔210米，是世界同类型桥梁中最高的主塔。主跨580米，是世界同类型桥梁中的最大跨度。全桥共216根斜拉索，单根最大索长300米，索重35吨，为目前世界同类型桥梁中的最长斜拉索。
大桥承载着四条股道，其中宁安客运专线使用了两条，而另外两条将由六安-安庆-景德镇铁路使用，设计标准为国铁I级，最高时速160公里/小时。